# Dogoni
Dogoni é uma comuna rural do sul do Mali da circunscrição de Sicasso e região de Sicasso. Segundo censo de 1998, havia 10 227 residentes, enquanto segundo o de 2009, havia 15 186. A comuna inclui 1 cidade e 12 vilas.